# Aeronca C-3
O Aeronca C-3 é um monoplano leve derivado do projeto do Aeronca C-2 (de Jean A. Roché) e construído nos Estados Unidos pela Aeronca Aircraft. Com o objetivo de aumentar o apelo de seu modelo anterior C-2 de um único assento, a Aeronca lançou um derivado de dois lugares, o C-3. Como um arranjo em tandem teria excedido os limites do centro de gravidade do projeto original, a fuselagem foi alargada para acomodar outra pessoa em assentos lado a lado.
A aparência "característica" do C-3, semelhante à do C-2, fez com que mantivesse o apelido "Flying Bathtub" ("banheira voadora" quando visto lateralmente) e adicionou o "Airknocker" ("aldrava voadora" quando visto de frente); além disso, manteve o baixo custo operacional, permitindo um aluno-piloto fazer seu solo por US$ 35, obter sua licença por US$ 70 e voar com combustível e óleo que mal ultrapassavam um centavo por milha. Para todos os efeitos práticos, o Aeronca C-3 se tornou a primeira "aeronave esportiva leve" da América.

## Projeto e desenvolvimento

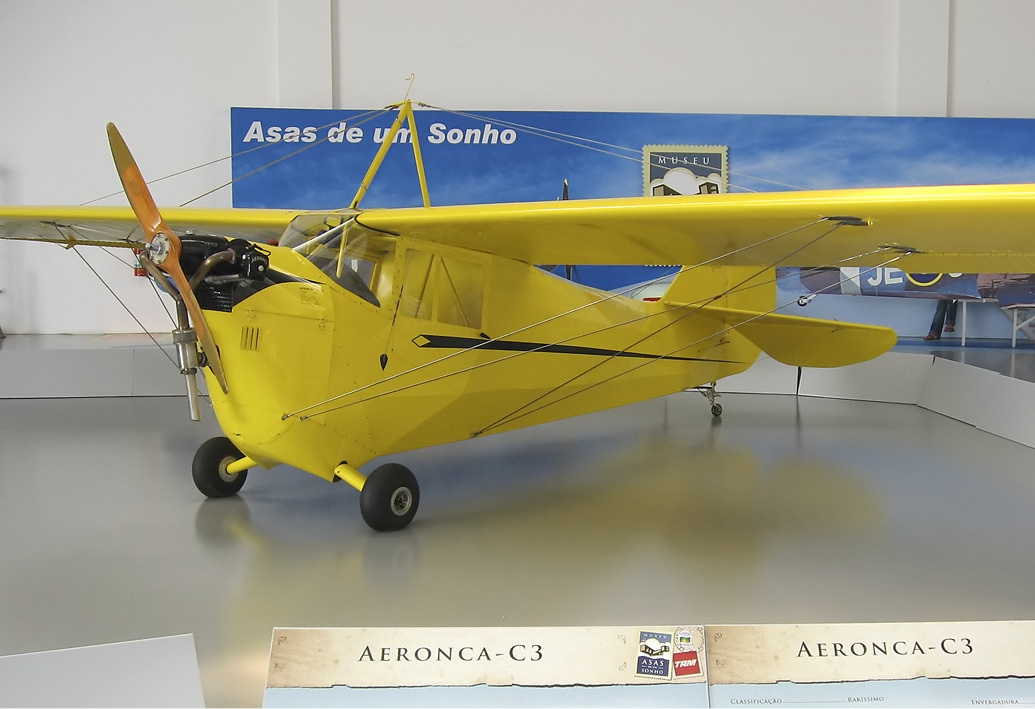
Um Aeronca C-3 em exibição
no Museu Asas de um Sonho.

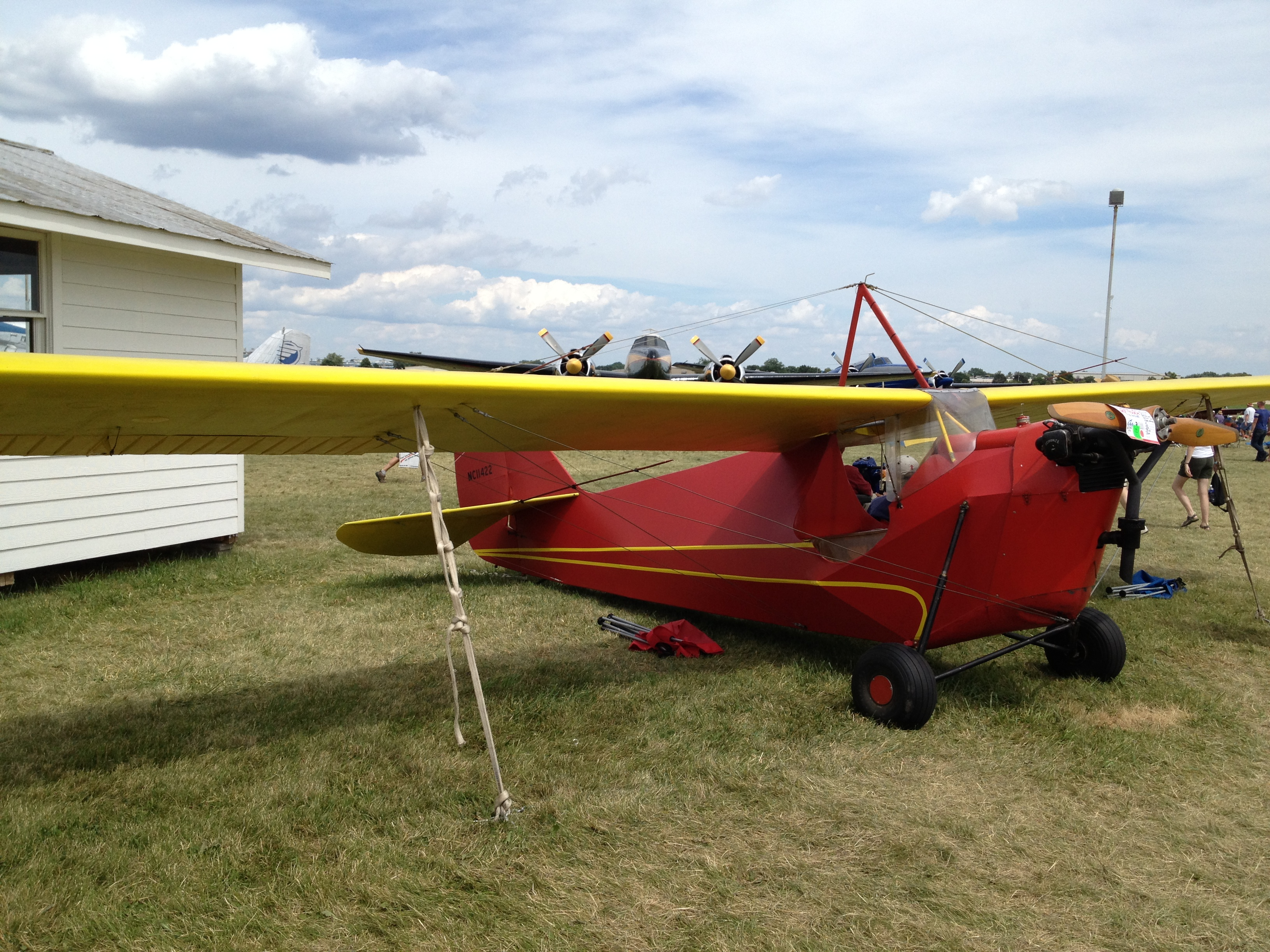
Um Aeronca C-3 de 1931 fotografado na AirVenture 2013, em Oshkosh, WI.

Como o design do Aeronca C-3 foi derivado do Aeronca C-2, fez seu primeiro voo em 1931 e em março daquele mesmo ano foi colocado em produção e introduzido no mercado. O "C-3" tinha espaço para um passageiro sentado ao lado do piloto. Alimentado por um novo motor Aeronca E-113 de 36 hp (27 kW), a configuração dos assentos tornou o treinamento de vôo muito mais fácil e muitos proprietários do Aeronca frequentemente voavam com apenas cinco horas de instrução - principalmente por causa das características de vôo previsíveis do C-3 . Tanto o C-2 quanto o C-3 são frequentemente descritos como "planadores motorizados" por causa de sua capacidade de planar e velocidades de pouso suaves.
O design de linhas traseiras retas do C-3 foi drasticamente alterado em 1935 com a aparência do "C-3 Master" (arredondado). Mantendo a construção da estrutura tubular da fuselagem, o "C-3 Master" apresentava um estabilizador vertical menor e leme com um formato de fuselagem "preenchido" que criava a nova aparência "arredondada" e melhorava o fluxo de ar sobre a cauda. Com uma cabine fechada (freios e luz de asa ainda tinham um custo extra), o "C-3 Master" de 1935 custava apenas US$ 1.895 — apenas algumas centenas de dólares a mais que o primitivo "C-2" de 1930. O preço baixo gerou vendas significativas; 128 "C-3 Masters" foram construídos somente em 1935 (de 430 C-3 construídos ao todo), e a 500ª aeronave Aeronca também saiu da linha de montagem no mesmo ano.
Uma versão do C-3 com ailerons revestidos de tecido (em vez de metal), designada Aeronca 100, foi construída na Inglaterra sob licença pela "Light Aircraft Ltd." (operando como "Aeronautical Corporation of Great Britain Ltd."), mas as vendas esperadas nunca se materializaram - apenas 24 aeronaves de fabricação britânica foram produzidas antes que a produção fosse interrompida.
A produção do C-3 foi interrompida em 1937, quando a aeronave não atendia mais aos novos padrões do governo dos EUA para aeronavegabilidade. Muitas das peculiaridades do C-3 - uma asa estritamente externa com suporte de arame sem suportes rígidos conectando diretamente os painéis da asa com a fuselagem, construção de tecido extenso, motor de ignição única e falta de um indicador de velocidade no ar - não eram mais permitidas. Felizmente para a legião de proprietários dos Aeronca, uma cláusula "grandfather" ("avô") nos regulamentos federais permitia que seus aviões continuassem voando, embora não pudessem mais ser fabricados.

## Variantes
C-3
Variante de produção
C-3 Master
Variante melhorada
Aeronca 100
Variante construída no Reino Unido impulsionada por um motor Aeronca JAP J-99 (versão licenciada do Aeronca E-113C), 21 construídos.
Aeronca 300
Variante britânica melhorada do Aeronca 100, um construído.
Ely 700
Variante britânica com fuselagem mais larga e duas portas, dois construídos.

## Exemplares remanescentes
- A-125 - C-3 em exibição no Western North Carolina Air Museum em Hendersonville, Carolina do Norte.[6][7]
- A-189 - C-3 em condições de voar no Western Antique Airplane & Automobile Museum em Hood River, Oregon. É um hidroavião e foi construído em 1931.[8][9][10]
- A-194 - C-3 armazenado no Reynolds-Alberta Museum em Wetaskiwin, Alberta. Foi construído em 1931.[11]
- A-215 - C-3 em condições de voar no Western Antique Airplane & Automobile Museum em Hood River, Oregon. Foi construído em 1932.[12][13][14]
- A-246 - PC-3 em condições de voar no Eagles Mere Air Museum em Eagles Mere, Pensilvânia.[15][16][17]
- A-258 - C-3 em exibição estática no San Diego Air & Space Museum em San Diego, Califórnia.[1][18]
- A-288 - C-3 em restauração na Wright Experience em Warrenton, Virgínia.[19]
- A-600 - C-3 aeronavegável com Paul A. Gliddon em Goathland, North Yorkshire.[20]
- A-603 - C-3 em condições de voar com John Illsley. Foi transportado da Inglaterra para a África do Sul em 1936.[21][22]
- A-610 - C-3 em condições de voar com Nicholas S. Chittenden em Lostwithiel, Cornualha.[23]
- A-614 - C-3 em exibição no Yanks Air Museum em Chino, Califórnia.[24][25][26]
- A-668 - C-3 em condições de aeronavegabilidade no EAA AirVenture Museum em Oshkosh, Wisconsin.[27][28][29]
- A-673 - C-3B em condições de aeronavegabilidade no Port Townsend Aero Museum em Port Townsend, Washington. Foi construído em 1936.[30][31]
- A-695 - C-3 em exibição estática no edifício do terminal do Aeroporto Lunken em Cincinnati, Ohio.[32]
- A-717 - C-3 em condições de voar no Golden Age Air Museum no condado de Berks, Pensilvânia. Está marcado como NC17404.[33][34][35]
- A-730 - C-3 em condições de voar no Frasca Air Museum em Urbana, Illinois.[36][37]
- A-754 - C-3 em condições de voar no Old Rhinebeck Aerodrome de Cole Palen em Red Hook, Nova York. Está registrado como N17447.[38][39]
- AB105 - Aeronca 100 aeronavegável com o Wingnut Syndicate em Warkworth, Auckland.[40]
- 526 - C-3 armazenado no Shannon Air Museum em Fredericksburg, Virgínia.[41][42][43]
- 623 - C-3 em condições de voar no Golden Wings Flying Museum em Blaine, Minnesota.[44][45]
- ID desconhecido - C-3 em restauração no Aeronca Museum em Brighton, Michigan.[46]
- ID desconhecido - C-3 em exibição no Wings of History Museum em San Martin, Califórnia.[47]
- ID desconhecido - C-3 em restauração na Generations in Aviation em Jacksonville, Flórida. Construído em 1932. registrado NC12496[48]
- ID desconhecido - C-3 em exibição estática no Florida Air Museum em Lakeland, Flórida.[49]

## Especificações (C-3)
Dados de: BCA 1919 Volume 1
Descrições gerais
- Tripulação: 1 piloto
- Capacidade: 1 passageiro/aluno
- Comprimento: 6,10 m (20 ft)
- Envergadura: 10,98 m (36 ft)
- Altura: 2,39 m (7,8 ft)
- Área alar: 13,2 m² (142 ft²)
- Peso vazio: 258 kg (569 lb)
- Peso bruto (carregado): 456 kg (1 010 lb)

Motorização
- Número de motores: 1x
- Tipo do motor: Aeronca E-113C de dois cilindros horizontais e opostos,
de válvulas laterais de 36 hp (26,8 kW)

Performance
- Velocidade máxima: 152 km/h (94,4 mph)
- Alcance: 322 km (200 mi)
- Tecto de serviço: 3 659 m (12 000 ft)